# Hogar de Cristo
O Hogar de Cristo /o.'ɣaɾ.ðe.'kɾis.to/ ("Lar de Cristo", em português) é uma instituição de beneficência pública chilena, criada por um sacerdote jesuíta chamado Santo Alberto Hurtado, em 19 de outubro de 1944, quem fora declarado santo em 2005 pelo Papa Bento XVI. Atualmente, a Fundação atende mensalmente a mais de 25 mil pessoas em pobreza extrema nas mais de 500 obras que tem no país todo. O Hogar de Cristo é dirigido pelo Padre Pablo Walker e é parte das obras da Companhia de Jesus no Chile.

## História
O Hogar de Cristo nasceu por uma iniciativa do padre jesuíta Alberto Hurtado Cruchaga, que queria criar um lugar acolhedor para as pessoas nas ruas. Assim que iniciou uma campanha, principalmente pelo jornal El Mercurio, que levou à fundação deste Lar. Em 21 de dezembro de 1944, lançara-se a primeira pedra do prédio da principal sede desta fundação, localizada na rua Bernal del Mercado, comuna de Estación Central, em Santiago. Em 1945, a Fundação passa a ter personalidade jurídica, e o primeiro hospício foi aberto. No ano seguinte, o hospício de Estación Central fora aberto, que agora funciona como sede matriz da instituição.
A partir desse momento, o Hogar de Cristo tem ultrapassado largamente os seus objetivos, e graças a uma geração de recursos muito eficiente e eficaz, torna a cobrir diversas áreas de ação social. Então, si inicialmente não havia nada além de uma residência para pernoitar, atingirá eventualmente a cuidar doentes em estado terminal, idosos desamparados, crianças com problemas de toxicodependências, etc.
O Padre Hurtado, fundador deste Lar e o seu capelão, morreu em 1952 e foi sucedido pelo Padre Guillermo Balmaceda. A Fundação se expandiu para o resto do país a partir de 1955, sendo em Antofagasta e Los Ángeles onde as primeiras sedes foram inauguradas (1957). A Fundação abriu a primeira casa de repouso em 1954, o primeiro centro de dia aberto em 1973, e o primeiro centro de alto risco em 1981.
Em 3 de Abril de 1987, o Papa João Paulo II visitara as instalações do Hogar de Cristo, em Santiago, como parte da visita dele de seis dias ao Chile.  
O próprio papa foi quem beatificara a Alberto Hurtado em 1994, mesmo ano em que a construção do santuário e do túmulo do jesuíta começara em Estación Central, o que foi inaugurado em Novembro de 1995.

## Financiamento
O Hogar de Cristo gerencia recursos por mais de $42 000 milhões de pesos chilenos (cerca de US $87 milhões)  e é um importante receptor de doações no Chile.
Tem algumas fundações a cargo, que cumprem alguns objetivos específicos, como o Fondo Esperanza [Fundo Esperança] --dedicado ao microcrédito--, ou a Fundación para la Vivienda Hogar de Cristo [Fundação Habitacional Lar de Cristo], que fornece moradias para pessoas pobres. Atualmente conta com mais de 600 mil membros benfeitores, 46 subsidiárias espalhadas pelo Chile inteiro e serve a 73 000 pessoas por dia.
Um evento tradicional que começou em 1983 e que tem continuado a ser decorrido a cada ano nas sedes do Hogar de Cristo por todo o país, é chamado de Cena de Pan y Vino [Jantar de Pão e Vinho], instância em que a Instituição agradece à comunidade, ao mundo político e dos negócios pelo apoio fornecido durante o ano, e convida e encoraja a todos a continuar a participar desse trabalho. São envolvidos rostos nacionais da televisão e do espetáculo nesses jantares. Na sede de Chillán, em 2007, camisas do Club de Deportes Ñublense [Clube Esportivo Ñublense] foram leiloadas, que, durante esse ano, mostrara para o Hogar de Cristo como o principal patrocinador de sua camisa em alguns jogos do Campeonato Chileno de Futebol [Liga Principal], sendo o primeiro clube chileno a usar um patrocinador de caridade em sua camisa.

## Capelães
- Alberto Hurtado Cruchaga S.J. (1944-1952)
- Guillermo Balmaceda S.J. (1952-)
- Alvaro Lavín S.J.
- José Cifuentes G. S.J. (-1979)
- Renato Hevia S.J (1979-1982)
- Renato Poblete Barth S.J. (1982-2000)
- Agustín Moreira Hudson S.J. (2000-2011)
- Pablo Walker Cruchaga S.J. (2011-)

## Organizações filiais
- Fundación Paréntesis [Fundação Colchete]
- Fundación Rostros Nuevos [Fundação Rostos Novos]
- Fundación Emplea [Fundação Emprega]
- Fundación Súmate [Fundação Junte-se a Nós]